# Артеа
Артеа, Артеага (ісп. Artea (офіційна назва), баск. Arteaga) — муніципалітет в Іспанії, у складі автономної спільноти Країна Басків, у провінції Біская. Населення — 751 особа (2009).
Муніципалітет розташований на відстані близько 310 км на північ від Мадрида, 18 км на південний схід від Більбао.
На території муніципалітету розташовані такі населені пункти: (дані про населення за 2009 рік)
- Елехабейтія: 67 осіб
- Еспарта: 77 осіб
- Ерріко-Пласа: 428 осіб
- Сарасола: 45 осіб
- Угарте: 78 осіб
- Вільдосола: 56 осіб

## Демографія
Динаміка населення (INE ):

## Уродженці
- Алекс Гойкоечеа (*1983) — іспанський футболіст, захисник.

## Галерея зображень

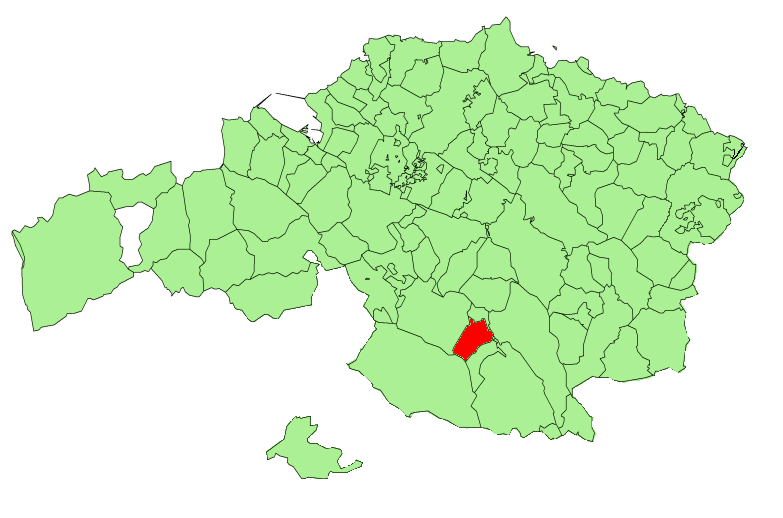
Розташування муніципалітету
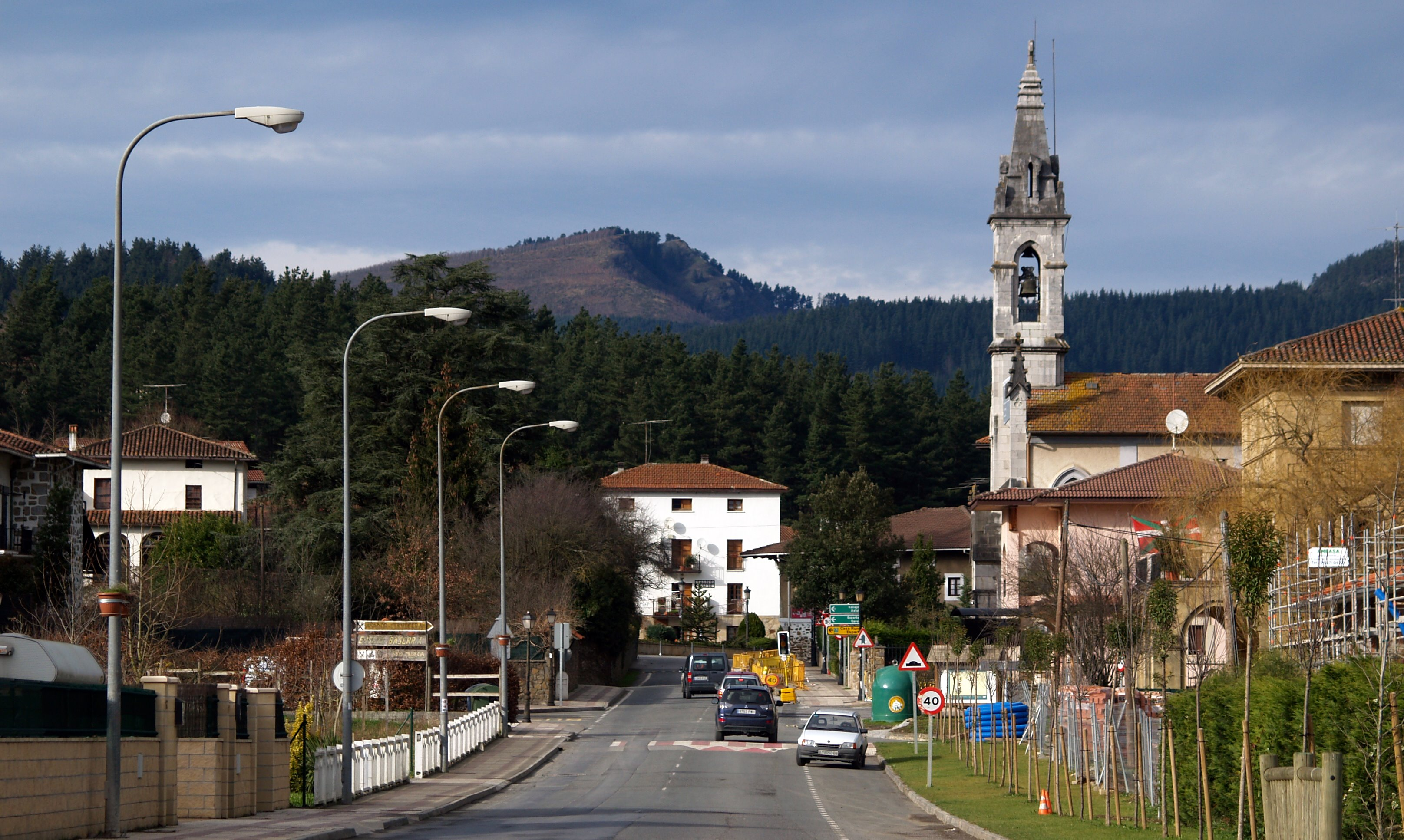
Артеа (Біскайя)